# Klimontów (gromada w powiecie sandomierskim)
Klimontów – dawna gromada, czyli najmniejsza jednostka podziału terytorialnego Polskiej Rzeczypospolitej Ludowej w latach 1954–1972.
Gromady, z gromadzkimi radami narodowymi (GRN) jako organami władzy najniższego stopnia na wsi, funkcjonowały od reformy reorganizującej administrację wiejską przeprowadzonej jesienią 1954 do momentu ich zniesienia z dniem 1 stycznia 1973, tym samym wypierając organizację gminną w latach 1954–1972.
Gromadę Klimontów z siedzibą GRN w Klimontowie utworzono – jako jedną z 8759 gromad na obszarze Polski – w powiecie sandomierskim w woj. kieleckim, na mocy uchwały nr 13j/54 WRN w Kielcach z dnia 29 września 1954. W skład jednostki weszły obszary dotychczasowych gromad Klimontów, Adamczowice, Byszówka, Pęchów, Pęchowice i Krobielice ze zniesionej gminy Klimontów, a także wieś Szymanowice Górne z dotychczasowej gromady Szymanowice Dolne oraz osiedle Młyn Rejmontowice i wieś Zagaje z dotychczasowej gromady Nowa Wieś ze zniesionej gminy Jurkowice w tymże powiecie. Dla gromady ustalono 27 członków gromadzkiej rady narodowej.
31 grudnia 1959 do gromady Klimontów przyłączono wsie Borek Klimontowski, Borek Przybysławski i Przybysławice, kolonie Borek Klimontowski, Cegielnia-Przybysławice i Rogacz oraz parcelację Przybysławice ze zniesionej gromady Byszów oraz wsie Nawodzice i Szymanowice Dolne, kolonie Bociek Zagaje i Szymanowice Dolne, parcelacje Nawodzice, Żyznów i Szymanowice Dolne oraz gajówkę Zielonka ze zniesionej gromady Nawodzice.
31 grudnia 1961 do gromady Klimontów przyłączono wsie Węgrce i Dziewków oraz kolonie Węgrce Szlacheckie i Dziewków ze zniesionej gromady Ossolin.
Gromada przetrwała do końca 1972 roku, czyli do kolejnej reformy gminnej. 1 stycznia 1973 reaktywowano gminę Klimontów.